# Firmin Didot
Firmin Didot (París, 14 de abril de 1764-Mesnil-sur-l'Estrée, 24 de abril de 1836) fue un grabador, impresor y tipógrafo francés, miembro de la más célebre familia de impresores franceses que comenzó a trabajar en este oficio en el siglo XVIII y continúa en él hasta nuestros días. Se le recuerda por sus ediciones de grabados de Piranesi y por ser el creador de la técnica de la estereotipia, que en impresión se refiere a una plancha metálica, ampliamente utilizada en la impresión comercial actual y que en su momento revolucionó el mercado editorial permitiendo la producción de ediciones muy económicas.

## Biografía

Ejemplo de caracteres Didot.

Didot nació en París en el seno de una familia de impresores que comenzó con François Didot, padre de once hijos. Firmin, hijo de François-Ambroise Didot, fue uno de sus nietos. La familia poseía un molino para fabricar papel que estaba localizado en Essonne, una región ubicada a 30 km al sureste de París muy cerca de Corbeil, villa que en esa época poseía importantes papeleras. Comenzó trabajando junto con su hermano Pierre Didot, perfeccionando las técnicas de impresión hasta alcanzar el grado de grabador y fundidor de tipos para luego implementar la técnica de impresión con estereotipo en el año de 1797.
En 1798, crea la tipografía por la que hoy en día es más conocido, perteneciente a la familia de tipografías romanas, la Didot. Esta usa unas modulaciones interiores de las letras distintivos, con gran elegancia. También es destacada, junto con la Bodoni, el uso de unas serifas horizontales, difiriendo así de las romanas anteriores, las neoclásicas
Junto con Giambattista Bodoni, Didot es considerado el creador de la clasificación moderna de las familias tipográficas. El nombre de una unidad de medida en tipografía lleva su nombre: el punto Didot. El punto junto con la pica, que también inventó Didot, son las medidas tipográficas por excelencia. Una pica equivale a 12 puntos, 72 puntos a una pulgada y una pulgada a 2,54 cm.
Recibe en 1801, durante la primera exposición industrial que tuvo lugar en el Museo del Louvre, la medalla de oro por parte de Napoleón Bonaparte quien posteriormente en 1812 lo nombraría director de la Imprenta Imperial, cargo que ostentará hasta su muerte en 1836.
Imprimió múltiples planchas grabadas de Piranesi, que su hijo Francesco Piranesi había llevado a París en 1799. En 1839, fallecido Firmin Didot, las matrices de los Piranesi fueron adquiridas por el papa Gregorio XVI y actualmente se conservan en Roma, en el Istituto Nazionale per la Grafica.